# Gruemira
Gruemira (em albanês: Gruemirë/Gruemira) é uma comuna (em albanês:  komuna) da Albânia localizada no distrito de Malësi e Madhe, prefeitura de Escodra.